# The Bizarre Adventures of Woodruff and the Schnibble
The Bizarre Adventures of Woodruff and the Schnibble (w Europie Woodruff and the Schnibble of Azimuth) – komputerowa gra przygodowa typu point-and-click wyprodukowana przez francuskie studio Coktel Vision i wydana w 1994 roku przez Sierrę Entertainment, ze stylem graficznym zbliżonym do poprzedniej serii gier – Gobliiins. Akcja gry osadzona jest w postapokaliptycznym świecie, który zamieszkuje rasa Bozoków. Głównym bohaterem gry jest Woodruff, który stara się ocalić ojca.

## Gameplay
Gra jest przygodówką point-and-click, gdzie gracz wskazuje bohaterowi za pomocą kursora akcje do wykonania. Dostępny jest ekwipunek, zaś rozwiązania zagadek często bazują na absurdzie i specyficznym poczuciu humoru.